# King's House
Het King's House was een planmatig ontworpen koninklijk paleis in Winchester in de Engelse county Hampshire uit de late zeventiende eeuw.

## Geschiedenis
Sir Christopher Wren kreeg in 1683 van koning Karel II de opdracht om direct naast het bestaande Winchester Castle een nieuw paleis te bouwen. Het nieuwe paleis moest het oude kasteel vervangen en was ontworpen naar het voorbeeld van het paleis van Versailles, maar dan op een iets kleinere schaal. Het paleis had een fraai uitzicht, looppaden en tuinen moeten krijgen, aflopend naar de Kathedraal van Winchester. Nadat het gebouw zelf nog gereedgekomen was, werd het project echter wegens geldgebrek gestaakt. Het gebouw werd in 1894 door een brand van binnen geheel verwoest en daarna gesloopt.
Enkele zuilen en delen van het decoratief metselwerk werden gebruikt bij de bouw van de kazerne Peninsula Barracks, die in 1900 het King's House verving.